# Cypricercus mollis
Cypricercus mollis är en kräftdjursart som beskrevs av N. C. Furtos 1936. Cypricercus mollis ingår i släktet Cypricercus och familjen Cyprididae. Inga underarter finns listade i Catalogue of Life.